# Кришьянис, Дзинтарс Ютвальдович
Дзи́нтарс Ю́твальдович Кри́шьянис (4 июня 1958, Рига — 16 марта 2014) — советский гребец, серебряный призёр Олимпийских игр. Заслуженный мастер спорта СССР.

## Карьера
На Олимпиаде в Москве вместе со своим младшим братом Димантсом в составе распашной четвёрки с рулевым завоевал серебряную медаль.